# نوتیس اسفاکیاناکیس
نوتیس اسفاکیاناکیس (یونانی: Νότης Σφακιανάκης؛ متولد ۲ نوامبر ۱۹۵۹) خواننده یونانی موسیقی عامیانه است، و یکی از تجاری‌ترین و موفق‌ترین هنرمندان در تمام دوران در یونان و قبرس. اسفاکیاناکیس کار خود را از سال ۱۹۸۵ و از کلوپ‌های شبانه آغاز کرد. وی توسط سونی یونان کشف شد و اولین آلبوم خود Proti Fora را در سال ۱۹۹۱ منتشر کرد.
او مجموعه ای از چند آلبوم خود را منتشر کرد که جزء پرفروش‌ترین آلبوم‌های تمام دوران یونان است. آهنگ امضا و مشهورترین آهنگ او "O Aetos" است و یکی از محبوب‌ترین آهنگ‌های تاریخ موسیقی یونان است.
نوتیس اسفکیناکیس پرفروش‌ترین هنرمند دهه ۱۹۹۰ بود و بعنوان پرفروش‌ترین هنرمند یونانی نسل خود ایستاده‌است. با این حال، در دهه ۲۰۰۰ او با افت تجاری قابل توجهی روبرو شد.

## کاورهای آهنگ
آهنگ دل دیوونه شادمهر عقیلی برگرفته و کاور از آهنگ Pare me اسفاکیاناکیس است.
آهنگ باور شادمهر عقیلی برگرفته و کاوری از آهنگ To Finale Tis Kardias از اسفاکیاناکیس است.